# Lernu!
Lernu! (verbo che in esperanto significa "Impara") è un sito multilingue creato per l'autoapprendimento dell'esperanto gratuitamente e facilmente. Sono presenti servizi di comunicazione, come un Instant Messenger, un forum interno, e notizie su eventi riguardanti l'Esperanto. Le organizzazioni esperantiste possono pubblicizzare le loro attività e servizi sul sito web.

## Storia
Il progetto Lernu! è stato proposto per la prima volta in occasione del primo seminario "Esperanto@Interreto" (E@I) tenutosi a Stoccolma nell'aprile del 2000 ed è stato realizzato nell'ottobre del 2001 in Svezia. Nel luglio 2002 il progetto ha ricevuto sostegno economico dall'organizzazione ESF (Esperantic Studies Foundation). È stato lanciato pubblicamente il 21 dicembre 2002 e da allora è stato sviluppato sotto la supervisione di E@I, con il sostegno del FSE e con l'aiuto di molti sostenitori e assistenti. Il team è stato responsabile della supervisione generale e dello sviluppo di Lernu!. Il sito vede la collaborazione di diversi designer e programmatori, decine di traduttori, infatti, il sito web è disponibile in più di 20 lingue, un gran numero di tutor di lingua che aiutano a creare nuovi corsi e altre risorse per l'apprendimento dell'esperanto.

## Metodo di apprendimento
Lernu sfrutta diversi metodi di apprendimento in base ai diversi livelli di conoscenza della lingua (principianti, intermedi, esperti…). Il sito usa materiali già esistenti (come l'opera di Claude Piron "Gerda Malaperis"), o quelli creati dalla squadra di Lernu, come giochi, dizionari, esami e un sistema multimediale di biblioteca (libri, musica e video).

### CD
Parallelamente al corso on-line, nel periodo che va dal 2004 al 2006, è stato pubblicato un CD, contenente musica e più programmi per l'apprendimento dell'Esperanto.